# Rytterne kyrka
Rytterne kyrka är en kyrkobyggnad i Rytterne. Den är församlingskyrka i Rytterne församling i Västerås stift i Västmanland. 
Den uppfördes 1819 efter att Lilla och Stora Rytterne socknar gått ihop och bildat en gemensam socken. De båda tidigare sockenkyrkorna finns kvar som ruiner. 
Kyrkan uppfördes i nyklassicistisk stil och har till stor del bevarat sitt yttre utseende. Dess inre är däremot i stor uträckning resultatet av en omgestaltning på 1910-talet av arkitekt Erik Hahr. Flera föremål från de båda tidiga kyrkorna finns kvar i kyrkan, också flera från medeltiden. 

## Kyrkobyggnaden
Kyrkan består av ett rektangulärt långhus med västtorn och halvrunt absid i öst, som numera är inredd som sakristia. De slätputsade, vita murarna består till största delen av gråsten. Över långhuset ligger ett plåttäckt sadeltak och över absiden ett koniskt tak. Tornet har en fyrasidig lanternin krönt med ett kors. Det finns fem större rundbågiga fönster på vardera långsidan av långhuset, och två i absiden, där det också finns en port. Huvudingången är dock placerad i väst, och sker genom ett vapenhus i tornets bottenvåning.
Kyrkorummet är indelat i tre skepp med hjälp av två väggar med arkader. Mittskeppet har ett högre tak än sidoskeppen, vilket skapar en basilikalik prägel. Väggarna är vita, medan det platta trätaket är mörkt. Altaret står i det några trappsteg högre koret i öst, mot en rak vägg. På andra sidan väggen är sakristian, i den tidigare korabsiden. Golvet består av kalkstensplattor, bortsett från under de slutna bänkraderna, där det består av brädor. I väst finns en orgelläktare.

## Historia

### Tillkomst
År 1776 bestämde sig Stora och Lilla Rytterne församlingar att gå ihop. I samband med detta beslutades också att de båda medeltida kyrkorna, som då blivit förfallna, skulle rivas och en ny gemensam kyrka skulle uppföras på en ny plats. Åtminstone fyra olika förslag på en ny kyrka presenterades för den nybildade församlingen och man beslutade sig för att välja arkitekt Samuel Enanders. Byggmästare Olof Sjöström var ansvarig över bygget. Enander och Sjöström var välanlitade kyrkobyggare, och de två låg även bakom Sevalla kyrka i Västerås kommun, som uppfördes 1821. Bygget började 1815 och höll på fram till invigningen 31 maj 1819, men den första mässan hade redan firats ett år tidigare i den då halvfärdiga kyrkan. Inte heller vid tiden för invigningen var arbetet med inredningen helt klar. Bänkar och altaruppsats saknades ännu och predikstolen, som togs från Stora Rytterne kyrka var bara tänkt som ett provisorium.
Under de följande årtiondena färdigställdes inredningen i det stora kyrkorummet med bänkar för närmare 900 personer, en altaruppsats med altarpredikstol, med en förgylld sol ovanför och orgelläktare i väst. Rummet var mycket sparsamt utsmyckat och över det fanns ett stort tunnvalv. Från början stod altaret i absiden och mitt på långhusets södra sida fanns en sakristia. De ursprungliga spånen på taken ersattes med plåt år 1900.

### Senare förändringar
Det stora, öppna kyrkorummet hade problem med akustiken och det stora valvet blev också med tiden allt mer instabil. Stadsarkitekten i Västerås, Erik Hahr, fick i uppdrag att rita en radikal förändring av kyrkorummet. Under åren 1915 och 1916 genomfördes förslaget. Sakristian i norr revs och istället placerades ett fönster där, liksom mittemot där det tidigare funnits en port. Istället avskärmades absiden i öst och där inreddes en ny sakristia. Det var också nu som de två längsgående murarna genom kyrkorummet, som delar in det i tre skepp, tillkom. Det stora valvet bevarades dock över de nya platta innertaken. Sedan denna omgestaltning har både kyrkans yttre och inre bevarats relativt intakt.

## Inventarier
Flera av inventarierna från de båda äldre kyrkorna sparades och en del placerades i kyrkorummet redan från början. Andra kom dit först i och med den stora förändringen på 1910-talet. En del av inventarierna från Lilla Rytterne kyrka har troligtvis från början stått i Stora Rytterne kyrka, men flyttats till den mindre kyrkan när de har blivit omoderna.
- Äldsta föremålen är de två dopfuntarna som finns kvar. Den yngsta, en gotisk, används ännu och kommer troligtvis från åren omkring 1300. Under orgelläktaren står den andra funten, som har en romansk stil och som troligtvis är omkring 100 år äldre. Funten har tidigare varit inmurad i Stora Rytterne kyrka och fungerade som fattigbössa, men står i dag på en fot som troligtvis tillhört den gotiska dopfunten.[3]
- Det finns också tre medeltida träskulpturer bevarade. Från mitten av 1300-talet respektive slutet av 1400-talet. Äldst är en fragmentarisk madonnafigur, där både Jungfru Maria och Jesus saknar huvud.[4] Yngre är dels en krucifixskulptur som saknar både armar och kors,[5] och en skulptur föreställande Sankt Martin.[6]
- På altaret står ett altarskåp från slutet av 1400-talet, tillverkat i Nordtyskland. Dess huvudmotiv föreställer påve Gregorius I:s mässa, då Kristus visar sig över altaret, och omges av korsnedtagningen och begråtandet av den döda Jesus, samt fyra helgon, bland annat heliga Birgitta.[7] Skåpet har tillskrivits både Bernt Notke[8] och Henning von der Heide[2] men det saknas säkra belägg för att någon av dem verkligen är upphovsman.[9]
- Predikstolen tillkom vid omgestaltningen på 1910-talet. Den är ritad av Erik Hahr i en empirinspirerad stil.[1] På den står ett timglas från 1700-talet.[2]
- Två 1200-talsportar som tidigare suttit i Stora Rytterne kyrka står i vapenhuset. De återfanns på ett magasin vid Svanå 1979.[2]
- I norra skeppet står en herrskapsbänk, som bekostades av Axel Oxenstierna och bär hans hustru Anna Bååts initialer och vapen. I södra skeppet finns en yngre bänk, bekostad av ägarna till Fiholm 1916.[2]
- Orgelns fasad är kvar från kyrkans första orgel, insatt 1842, medan verket är från 1923, tillverkat av Orgelbyggare Fürtwängler & Hammer. [1]
- I tornet hänger två klockor, som båda troligtvis är tillverkad av klockgjutaren Petrus André. Storklockan väger 825 kg och har en inskription på latin som översatt lyder: ”I Herrens år 1515. Hjälp Jesus och S:t Nicolaus.” Lillklockan väger 635 kg och har en inskription som översatt lyder: ”I Herrens år 1531, i vördig fader biskop Peders tid, gjordes jag. Hjälp Gud och Sankt Laurentius bed för oss. Peder Klockagjutare i Västerås.”[10]

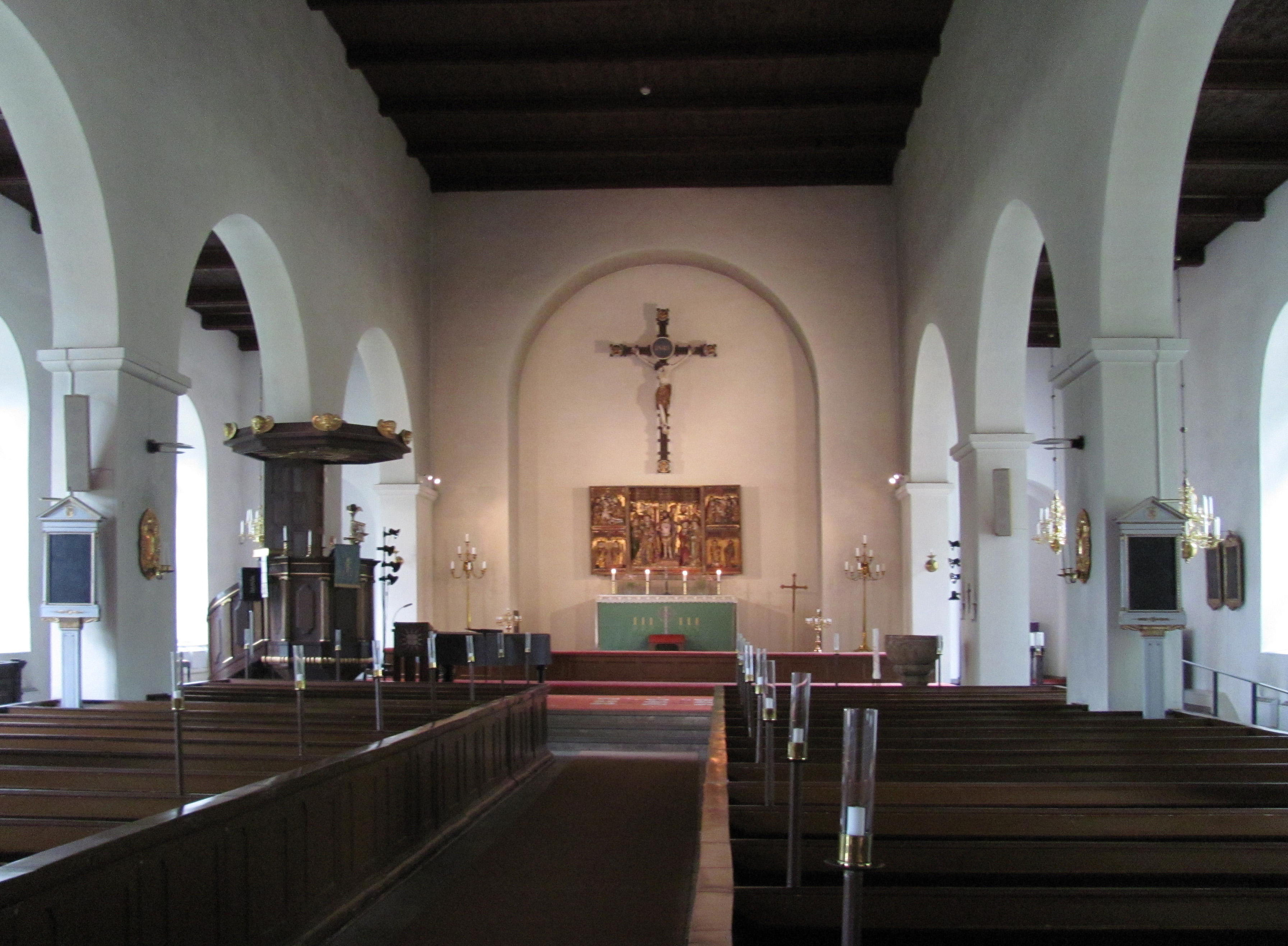
Kyrkorummet
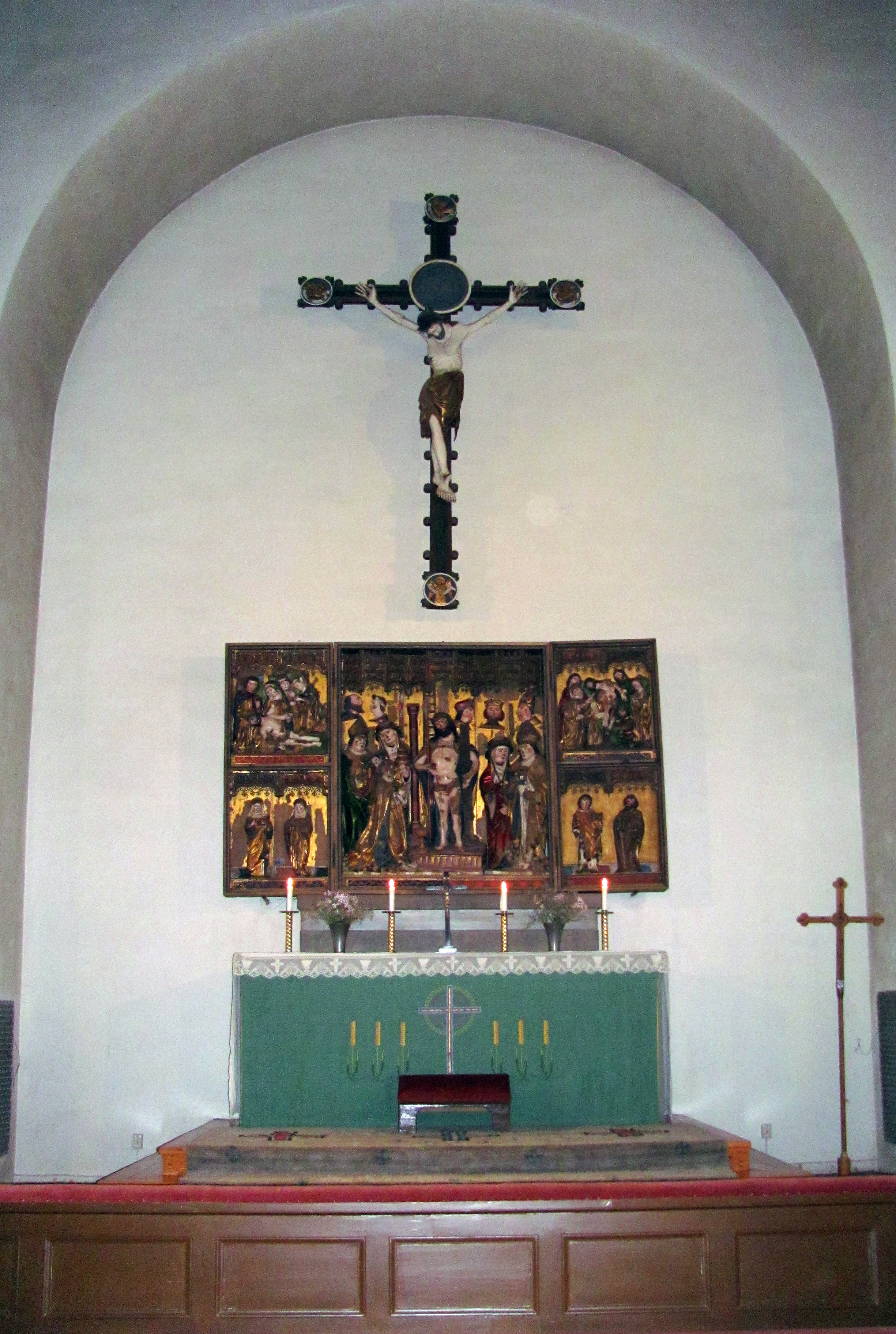
Altaret
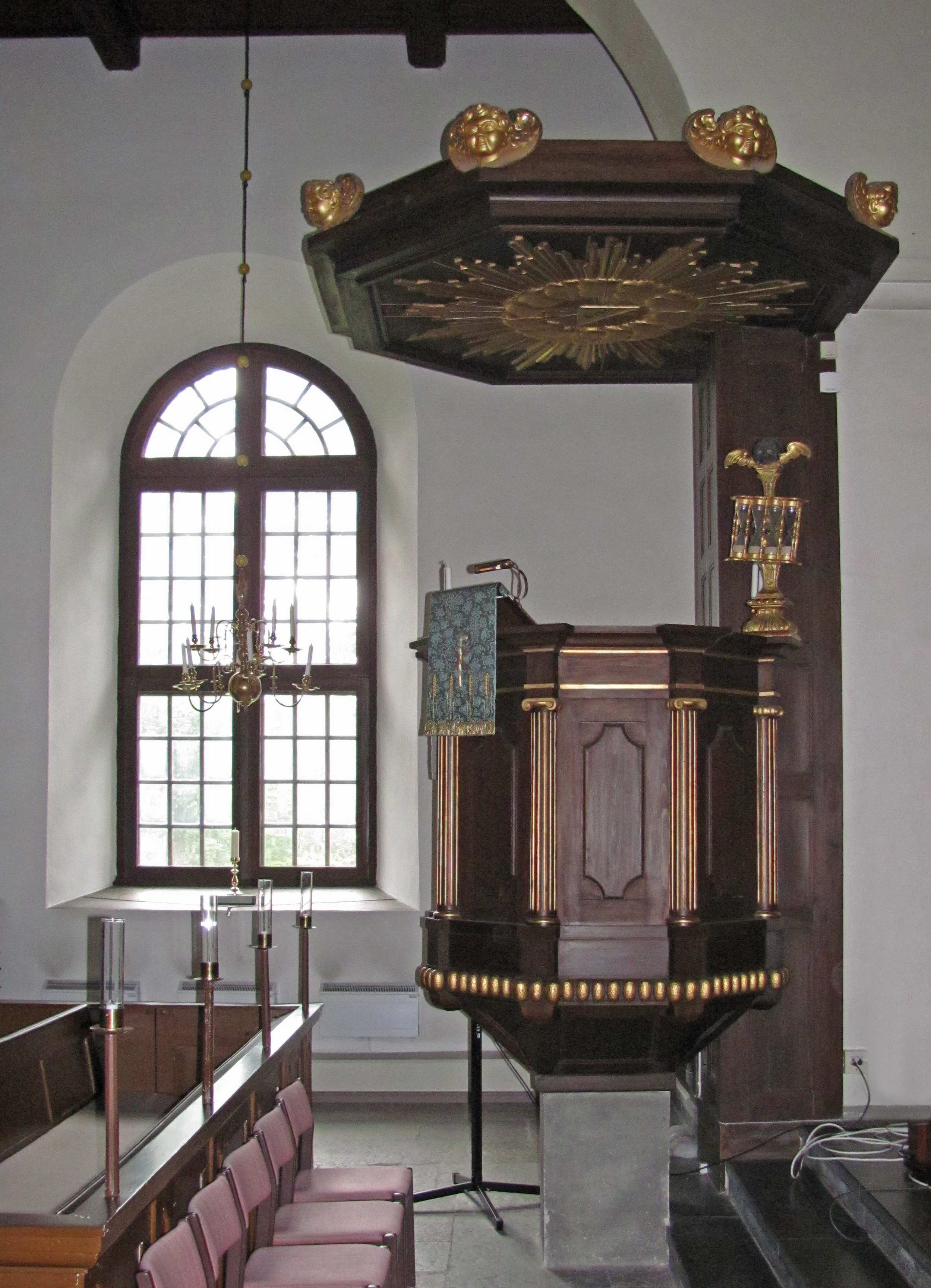
Predikstolen

## Tidigare kyrkobyggnader

### Stora Rytterne kyrka
Troligtvis uppfördes en första träkyrka redan under tidig medeltid, ungefär två kilometer norr om den nuvarande. Under början av 1200-talet ersattes den av en stenkyrka. Eftersom den redan från början hade ett torn var det troligtvis ägarna på något eller några av de stora godsen i socknen som tog initiativet till bygget. Den var öppen för begravningar fram till år 1841. Kyrkan är numera en ruin.
Stora Rytterne kyrkoruin ligger på 59°30′46″N 16°20′34″Ö / 59.51278°N 16.34278°Ö.

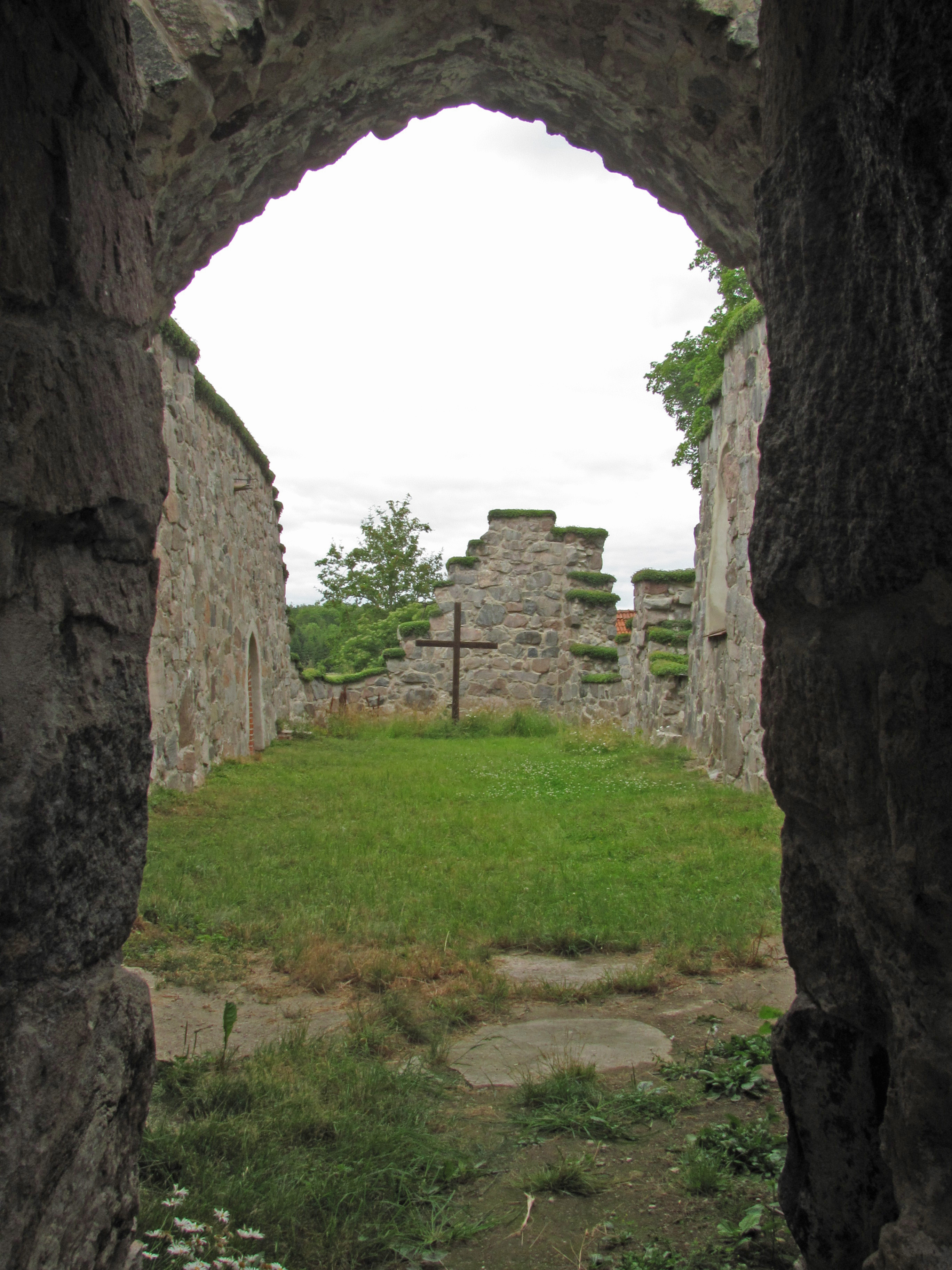
Stora Rytterne kyrkoruin
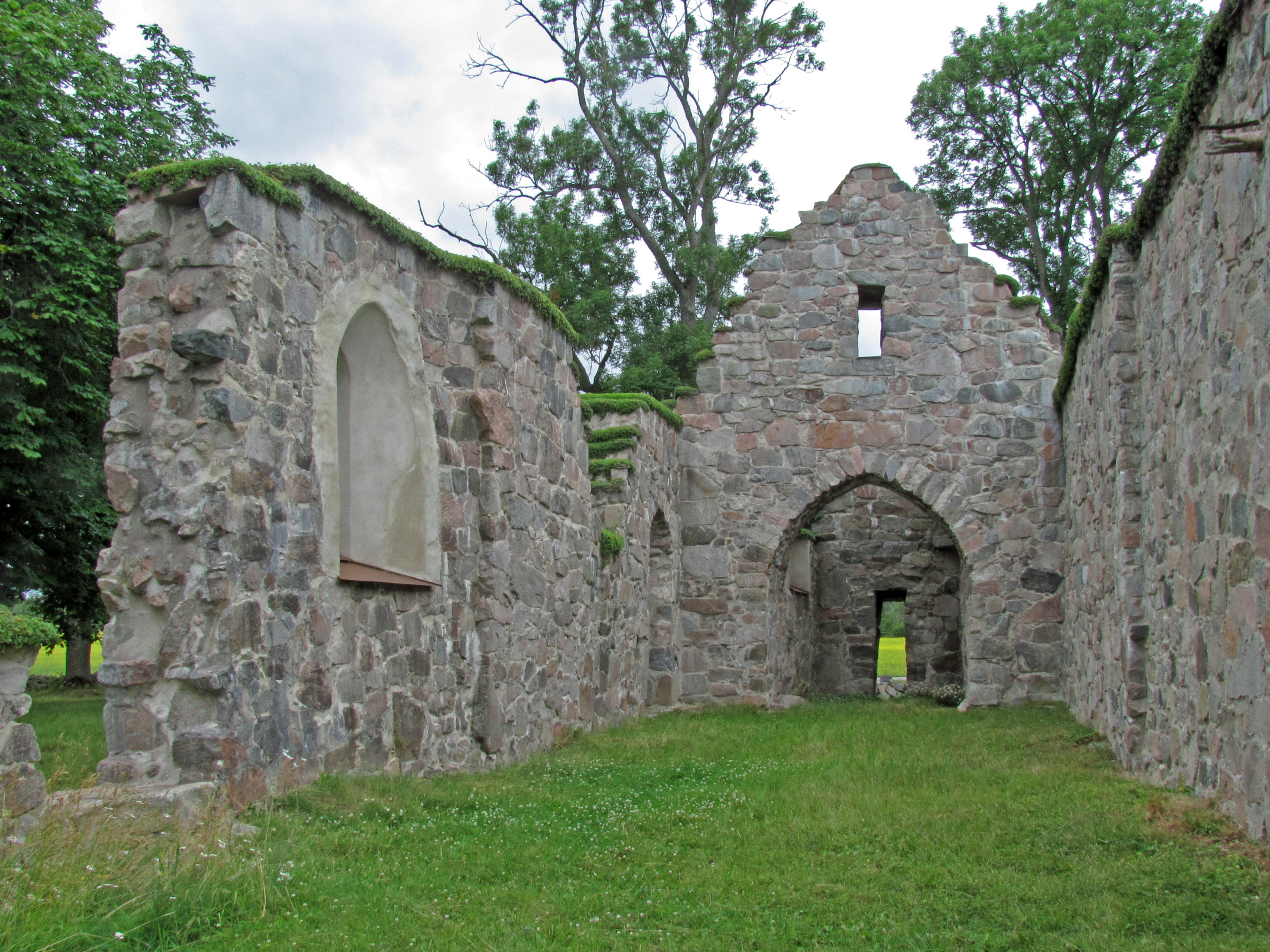
Stora Rytterne kyrkoruin
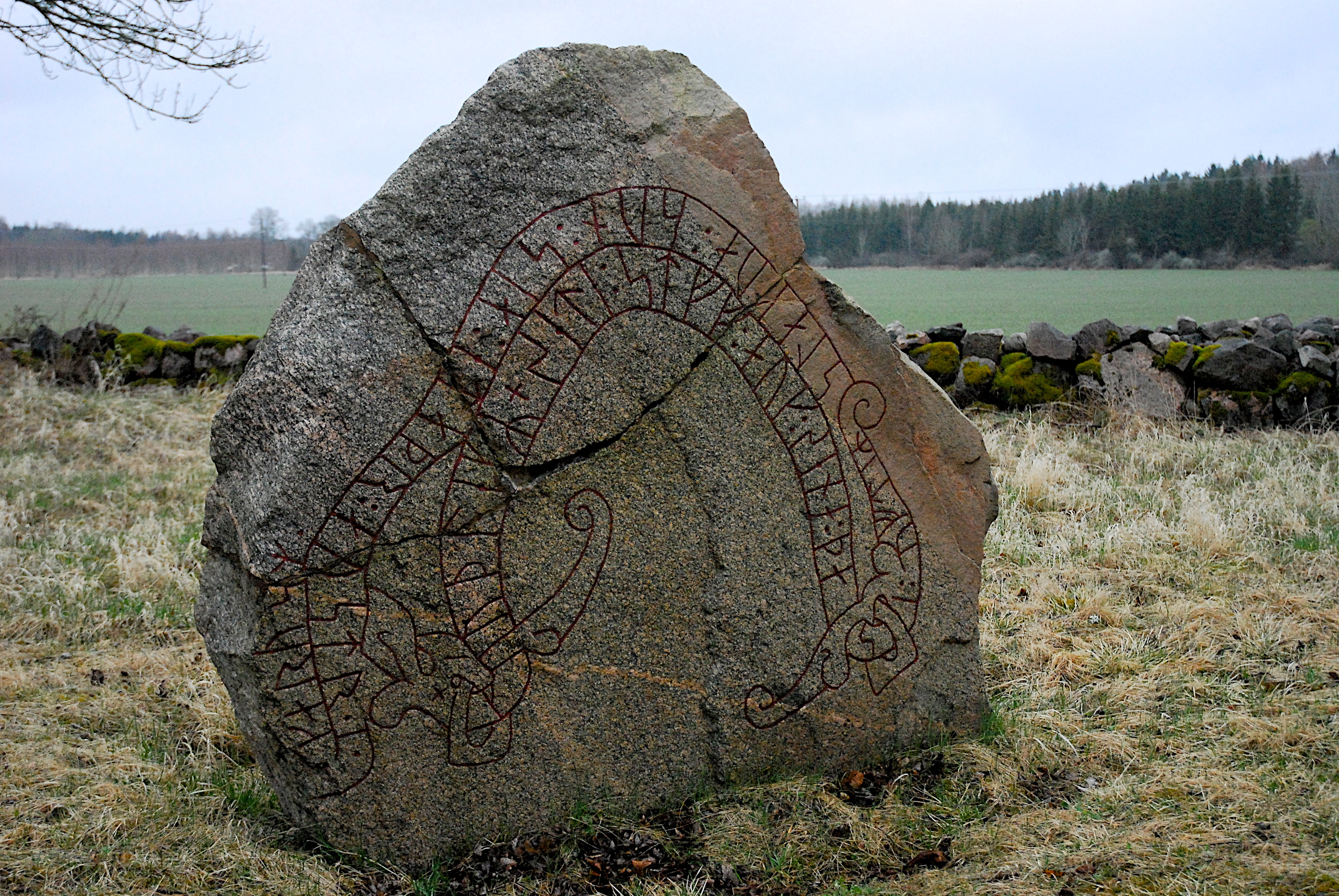
Runsten: Vs 1
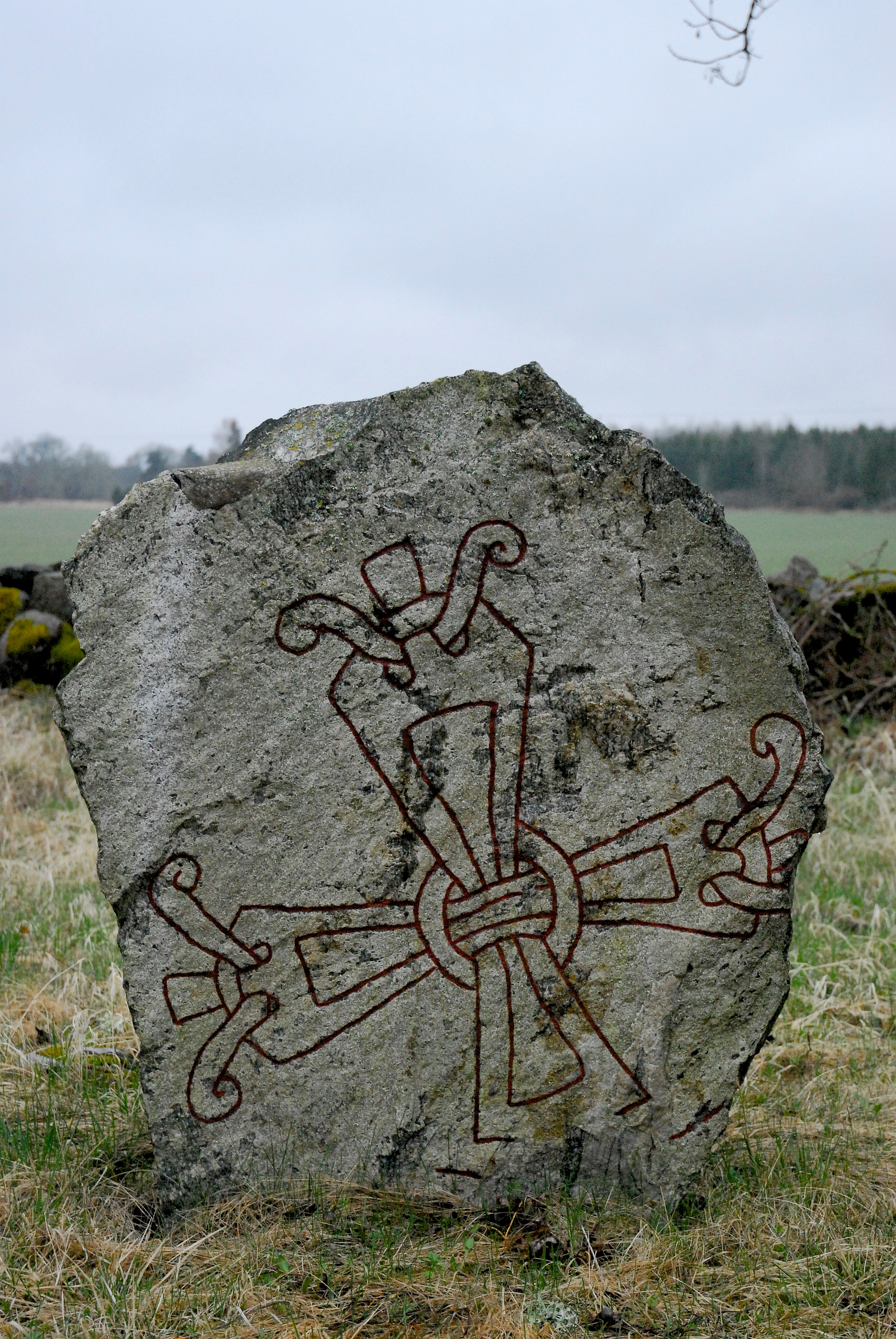
Runsten: Vs 2

### Lilla Rytterne kyrka
Under 1300-talet bröts den västra delen av socknen ur och bildade en ny annexsocken under namnet Lilla Rytterne. Här uppfördes en kyrka antingen på 1300- eller på 1400-talet, tre kilometer nordost om nuvarande kyrka. Den sista gudstjänsten hölls år 1817. Kyrkan är numera en ruin.
Lilla Rytterne kyrkoruin ligger på 59°30′29″N 16°23′51″Ö / 59.50806°N 16.39750°Ö

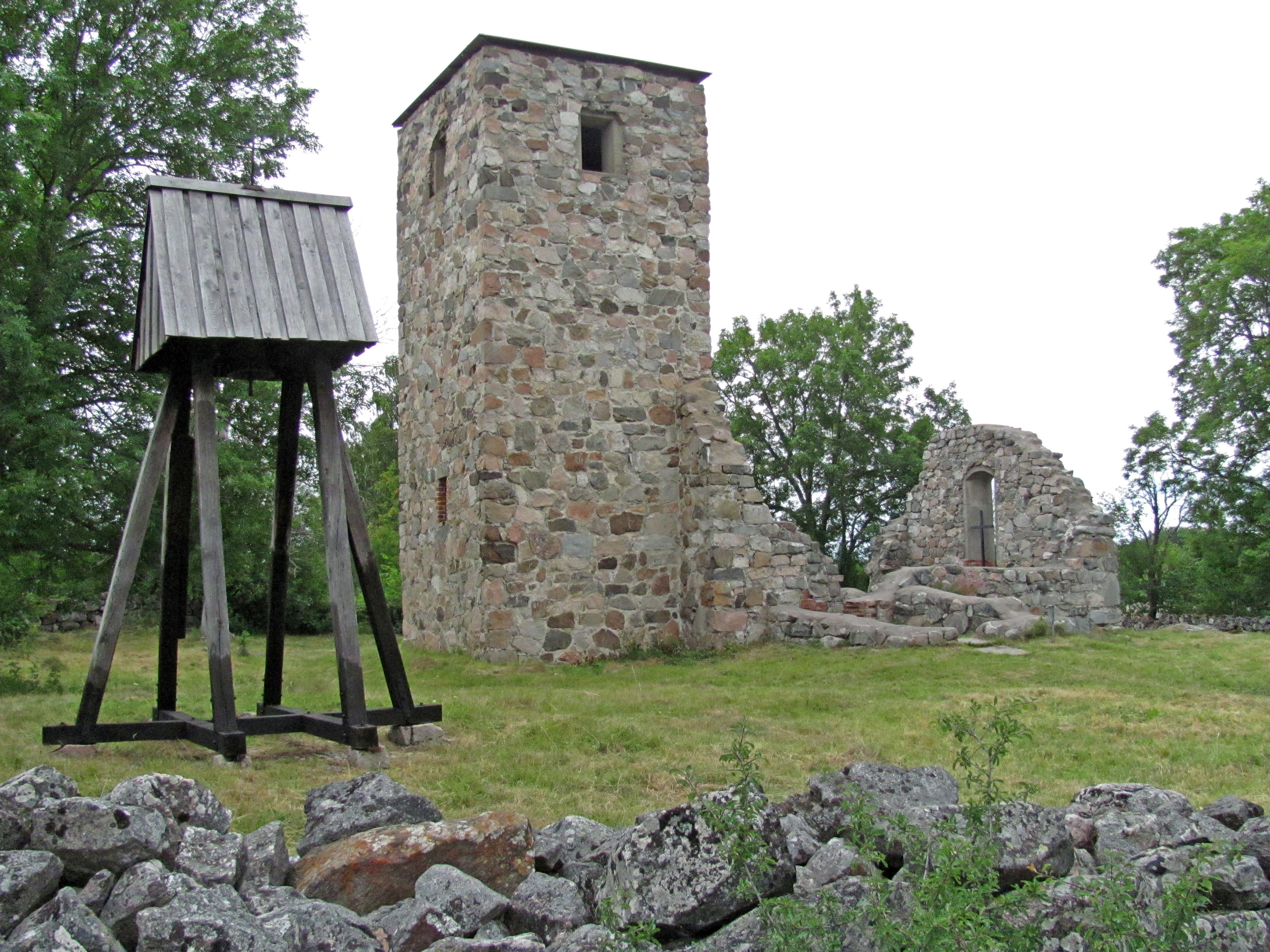
Lilla Rytterne kyrkoruin
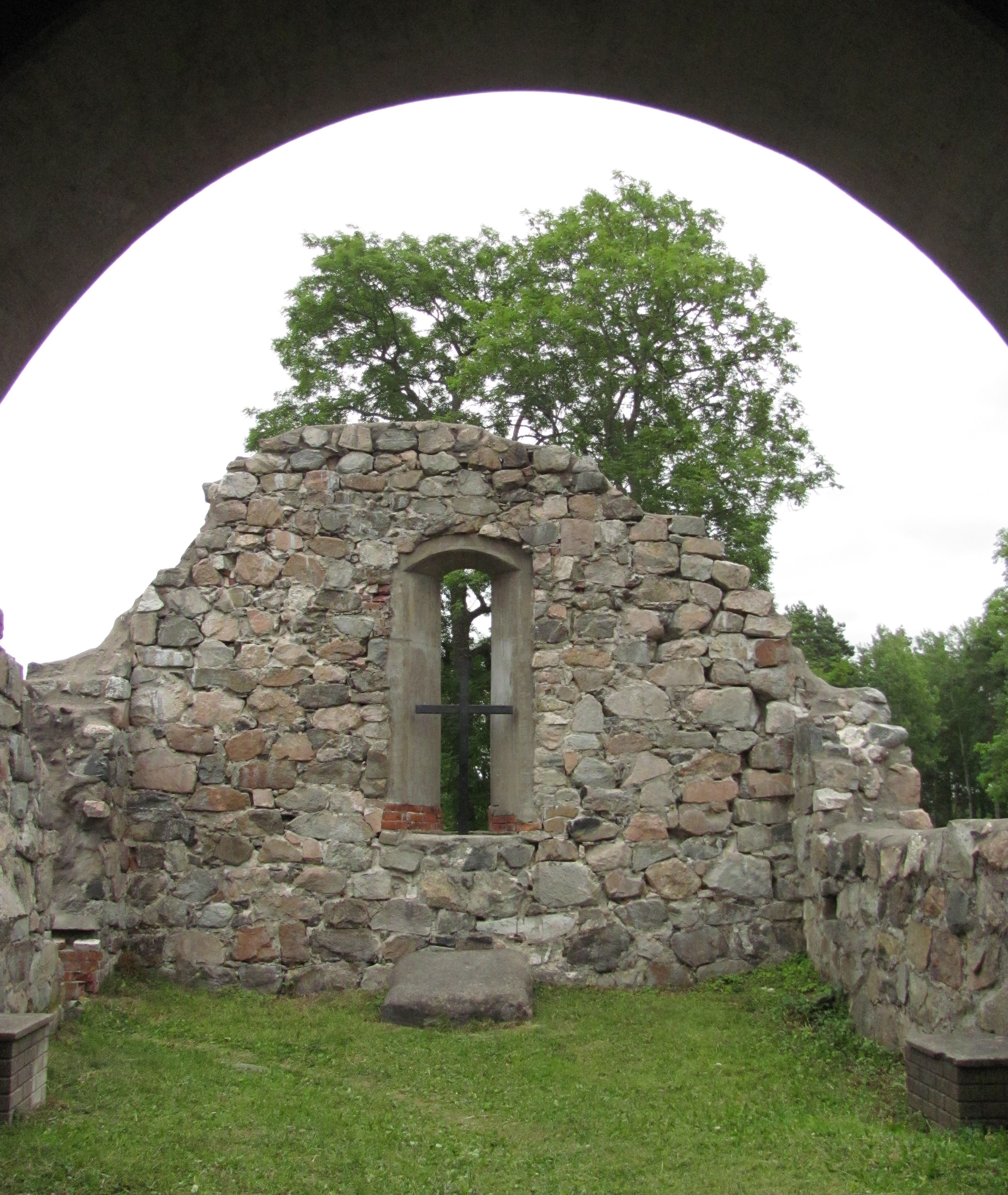
Lilla Rytterne kyrkoruin
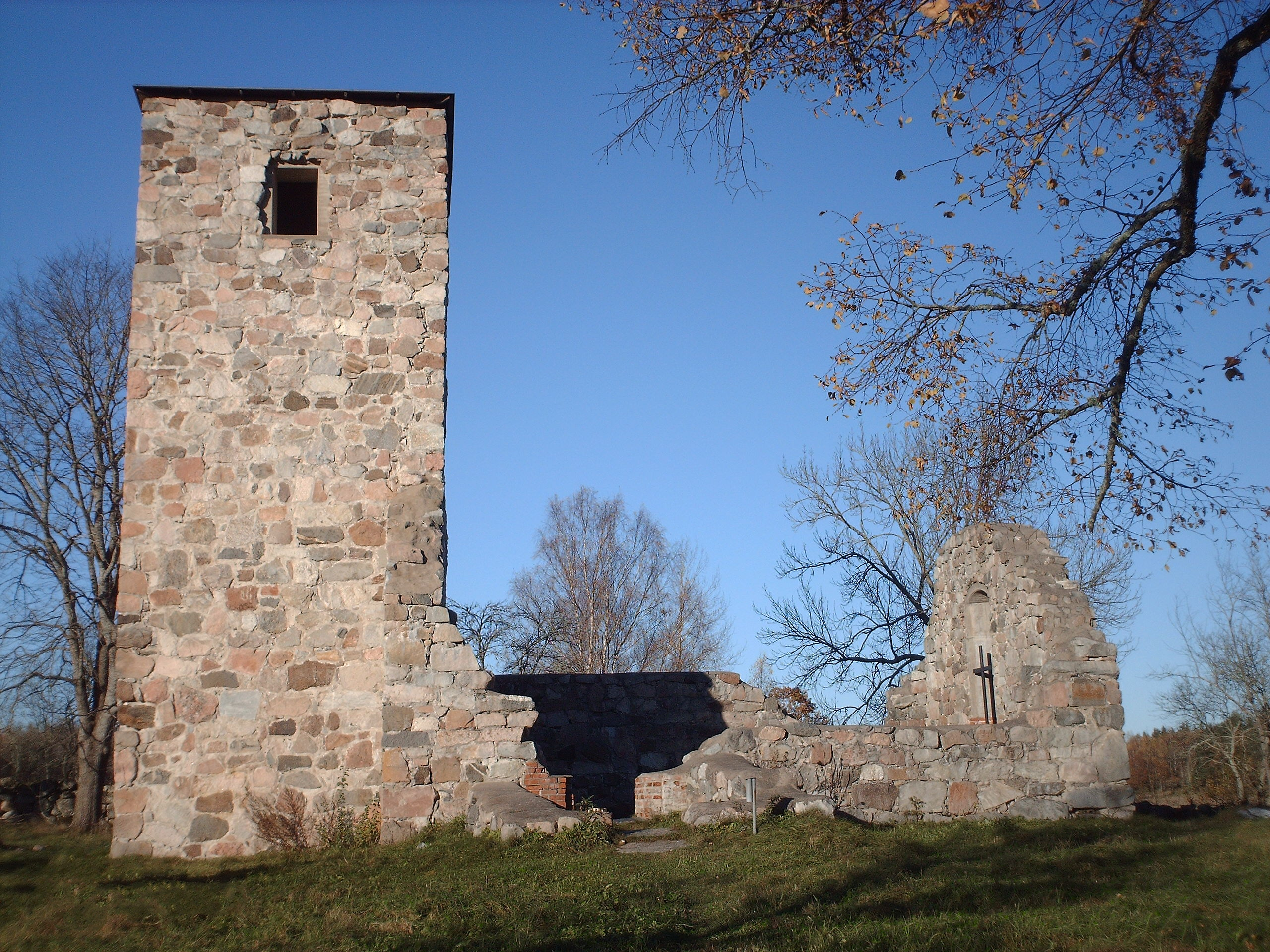
Lilla Rytterne kyrkoruin.